# منطقة شرفاستي
شرفاستي رمزها «SV» (بالإنجليزية: Shravasti)‏ ، هو تقسيم إداري لدولة الهند تتبع ولاية أتر برديش (بالإنجليزية: Uttar  Pradesh)‏ ، مركزها هو مدينة شرفاستي (بالإنجليزية: Shravasti)‏ عدد سكانها حسب تعداد سنة 2001 هو 1,175,428 ، مساحتها 1,126 كم² وكثافة السكان 1,044 لكل كم² .